# Ochotona argentata
Ochotona argentata és una espècie de pica de la família dels ocotònids que viu a la Xina.